# 豊橋公園
豊橋公園（とよはしこうえん）は、愛知県豊橋市中心部の今橋町にある城址公園である。野球、テニス、陸上競技等の大会が行われるほか、豊橋まつり、炎の祭典、納涼祭り（夜店）等、市内イベントの会場としても利用される。また、災害時は市役所の指定する広域避難場所でもある。

## 概要
- 計画面積：22.40ha
- 開設面積：21.64ha
- 開設年月日：1949年（昭和24年）4月1日

## 施設
- 吉田城
- 三の丸会館
- 豊橋市美術博物館
- 豊橋球場
- 豊橋市陸上競技場
  - 日本陸上競技連盟第3種公認
  - トラック：400m x 8レーン

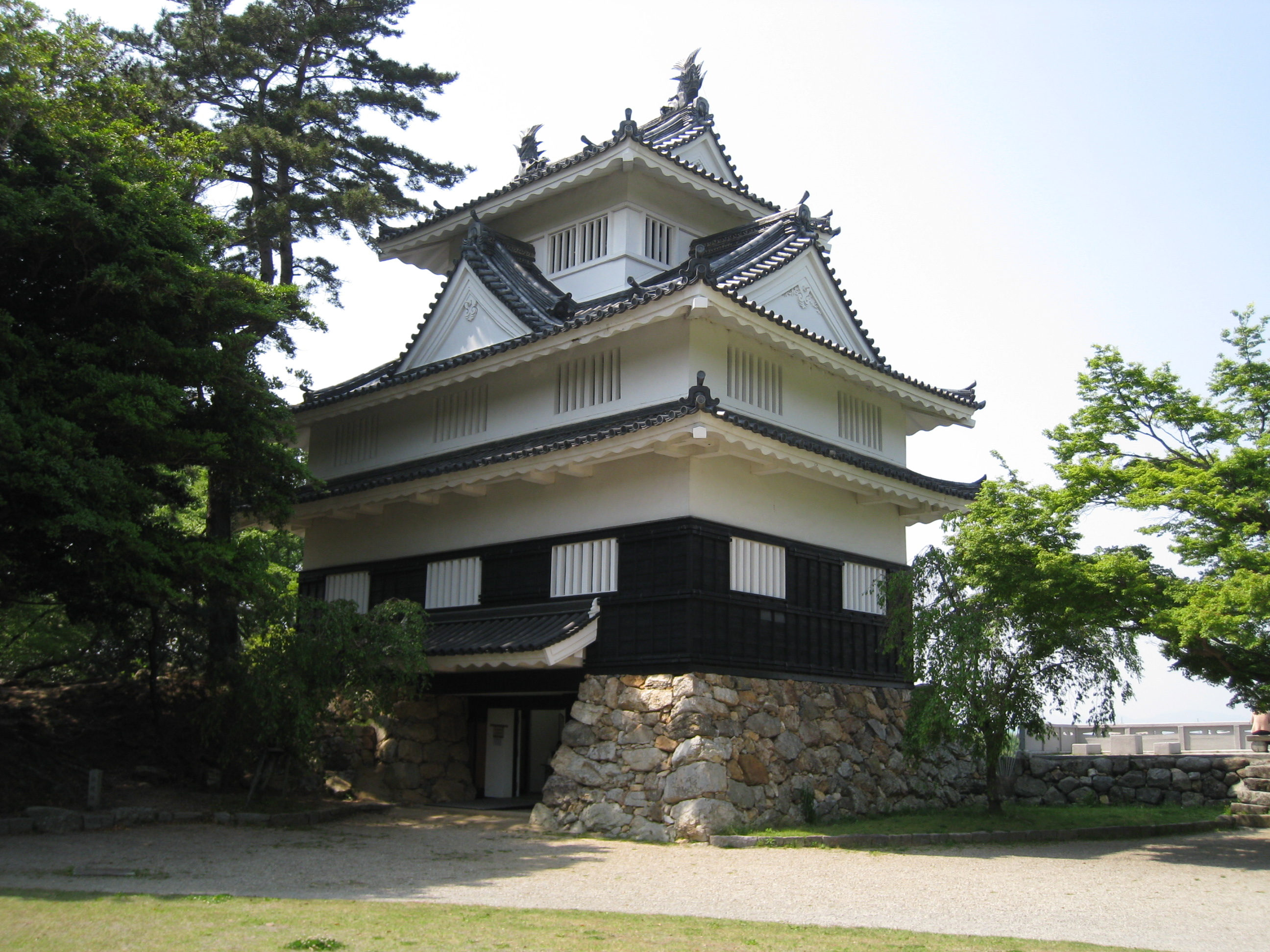
吉田城（復元隅櫓）

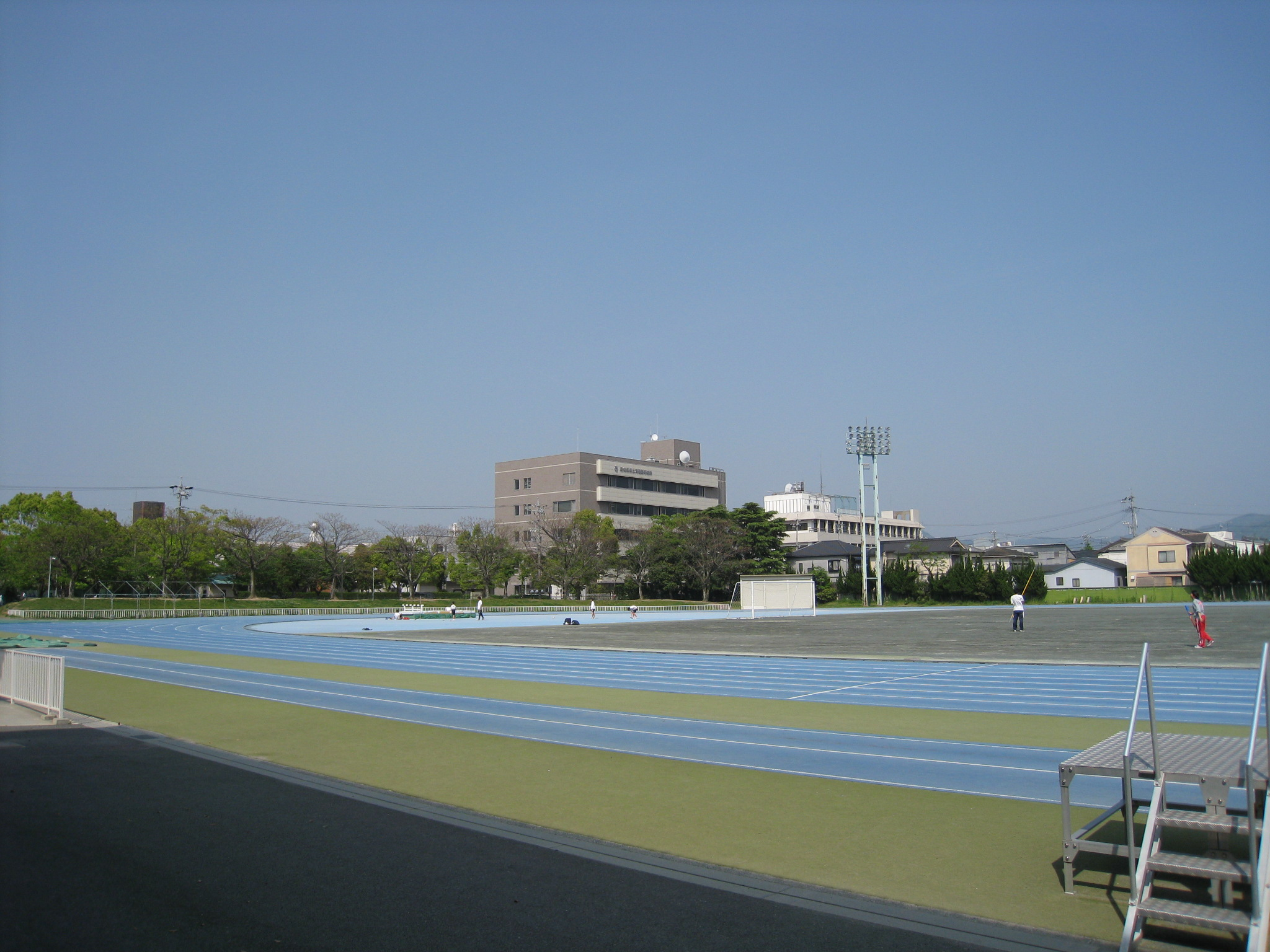
陸上競技場

  - 収容人数12,642人（本部スタンド：1,542人収容、盛土スタンド：11,100人収容）
- テニスコート
- 児童遊園地
- 芝生広場
- 本丸広場
- 二の丸広場
- 豊城神社（彌健神社）- 神武天皇像が設置されている。

## 石碑
- 山田宗徧邸址碑
三河吉田藩主小笠原壱岐守忠知に仕えた茶道宗徧流の祖山田宗徧（1627年 - 1708年）の屋敷のあと。石碑は陸上競技場入口辺りにある。

- 小栗風葉碑
小栗風葉（1875年 - 1926年）は、愛知県知多郡半田村（現在の半田市）出身の小説家。石碑には、小説『青春』の一節（豊川堤彷徨のくだり）を刻む。

- 冨田良穂歌碑
富田良穂（1848年 - 1925年）は、三河吉田藩出身の歌人、弥彦神社（新潟県）神官、愛知県会議員、豊橋町助役、豊橋市収入役。歌碑には、「三河なる二葉の松の生立てる今はときはの色にいづらむ」を刻む。

- 富安風生句碑
富安風生（1885年 - 1979年）は、愛知県八名郡金沢村（現在の豊川市）出身の官僚・俳人。逓信省に入省し、次官に上り詰めた。「ホトトギス」同人。昭和46年（1971年）、日本芸術院賞を受賞。

- 中村道太翁碑
中村道太（1836年 - 1921年）は、三河吉田藩出身の財界人。上京して福澤諭吉の弟子となり、のちに第八国立銀行や横浜正金銀行、明治生命保険を創業した。明治11年（1878年）に初代の渥美郡長になる。

- 歩兵第十八聯隊之址碑
大日本帝国陸軍の歩兵第18連隊の碑。ノーベル賞受賞の小柴昌俊東京大学特別栄誉教授の父小柴俊男が所属した。石碑は元吉田城金柑丸跡の豊城神社の鳥居の辺りにある。

## 交通手段
- 豊橋鉄道東田本線 市役所前停留場又は豊橋公園前停留場下車、徒歩で約5分。